# Аллен, Гораций
Гораций Аллен (англ. Horace Newton Allen; 23 апреля 1858 — 11 декабря 1932) — американский посол в Корее, врач и миссионер.
Родился в Огайо (США). В 1881 году окончил Уэслианский университет Огайо. В 1883 году прибыл в Шанхай, а в 1884 году — в Корею. Его деятельности благоприятствовал факт, что он вылечил члена корейской королевской семьи Мин Ён Ика, получившего тяжелое ранение во время переворота Капсин. Это позволило Горацию создать в Сеуле госпиталь по европейскому образцу. В дальнейшем Гораций работал послом США в Корее и способствовал распространению христианства в стране.